# クラフトワーク (アルバム)
クラフトワーク(Kraftwerk) は、クラフトワークのデビュー・アルバム。

## 概要
- サウンド・エンジニアはコニー・プランク。(アシスタント・エンジニアはクラウス・ローマー)
- ラルフ・ヒュッターとフローリアン・シュナイダーは本作をクラフトワークの作品とは認めず、再発売を拒絶している[要出典]。1990年代には「Germanofon」からのブートレグとして広く出回った。著作権保護の緩やかなイタリアのクラウン・レコードから正規盤CDとして1994年にリリースされた。
- ジャケットデザインはラルフ・ヒュッターによるもの。
- メンバーは一時期、ラルフ・ヒュッター、フローリアン・シュナイダーとドラム担当にアンドレアス・ホーマンの3人だったが、直後にドラム担当はクラウス・ディンガー（ドイツ語版）となった。(クラウスが本作でドラムを演奏している曲は「Vom Himmel Hoch」のみである。)
- 1曲目に収録されている「Ruckzuck」はシンセポップとジャンル変え、メンバーも4人編成となった1974年でもライブでは演奏されていたが、1976年からは演奏されなくなった。
- ラルフ・ヒュッターは2009年9月に発売された音楽・映画雑誌アンカット（英語版）2009年10月号のインタビューにおいて「クリング・クラングスタジオの書庫にあるKraftwerk 1と2、Ralf & Florianやライブのテープに関してエーミール・シュルト（ドイツ語版）とリマスター作業中である[1]。」旨、明らかにした。結果として本作を含む初期盤3枚はパッケージとしては再発売されなかったものの、そのオリジナル音源はKraftwerk公式のsound cloudアカウントにて2013年2月23日より無償公開されている。

## 曲目
1. Ruckzuck (translates as push-pull or similar) (07:47) [2]
2. Stratovarius (pun on Stratocaster guitars and Stradivarius violins) (12:10) [3]
3. Megaherz (09:30) [4]
4. Vom Himmel Hoch (From Heaven above) (10:12) [5]

## 演奏者
- ラルフ・ヒュッター：オルガン、チューボン（ドイツ語版）(電子オルガンの一種)
- フローリアン・シュナイダー・エスレーベン：フルート、ヴァイオリン、電子パーカッション
- アンドレアス・ホーマン：ドラム
- クラウス・ディンガー：ドラム